# Крещение огнём (роман)
Крещение огнём (пол. Chrzest ognia) — пятая книга из цикла «Ведьмак» польского писателя Анджея Сапковского. Первая публикация в Польше в 1996 году, в России в 1997 году.

## Сюжет книги
После Танеддского бунта, война между Нильфгаардом и Северными королевствами все еще бушует. Эльфка-волшебница Францеска Финдабаир была назначена нильфгаардским императором Эмгыром королевой вассальной земли эльфов Дол Блатанна. Однако в обмен на свой трон она вынуждена отказаться от помощи группировок эльфских партизан скоя'таэлей, которые поддерживали первоначальное продвижение Нильфгаарда на Север, но теперь оказались в одиночестве и без поддержки, поскольку Северные королевства наносят ответный удар.

### Геральт
Геральт из Ривии лечится в Брокилонском лесу у дриад, но намерен уйти как можно быстрее и найти Цири. Повелительница дриад Эитнэ знакомит его с Мильвой, искусной лучницей, которая бродит за пределами леса, направляя разрозненные отряды скоя'таэлей в убежище в Брокилоне. Несмотря на то, что той сначала не особенно нравится выздоравливающий ведьмак, она соглашается сопровождать его и Лютика на пути к Цири. Путешествие непростое, война надвигается, кажется, со всех сторон, и почти каждый город охвачен пламенем.
По пути они встречают группу краснолюдов во главе с Золтаном Хиваем. Поскольку кажется, что все они идут в одном направлении, компания Геральта присоединяется к группе, которая также присматривает за женщинами и детьми-беженцами. Их также преследует Кагыр, «Рыцарь в шлеме с крыльями хищной птицы», который часто фигурировал в кошмарах Цири. Изначально рыцаря везут в плен, но Геральт во второй раз сохраняет ему жизнь. Ведьмак не хочет иметь ничего общего с юным нильфгаардцем и предоставляет его самому себе, но Кагыр настойчив и продолжает следовать за ведьмаком и его окружением. В конце концов, благодаря вмешательству Мильвы, молодой рыцарь все же примыкает к ним. Наконец, к компании присоединяется Регис, интеллигентный вампир с медицинскими навыками. Несмотря на свое призвание охотника на чудовищ, Геральт проникается дружескими чувствами к вампиру. Кагыр рассказывает, что и ему, и Геральту снятся одни и те же сны о Цири, из которых следует, что она вовсе не в Нильфгаарде, а ко двору Эмгыра доставлена самозванка.
В связи с этим компания меняет маршрут с Нильфгаарда на лес друидов, и движется на восток вместо юга. Мильва признается, что беременна в результате короткой связи с группой эльфов, которых она сопровождала в Брокилон. Сначала она просит у Региса зелье, чтобы сделать аборт, но после беседы с Геральтом, который рассказывает, что никогда не ожидал, что почувствует любовь к ребенку, пока не стал ответственным за Цири, она решает оставить ребенка. К сожалению, они неизбежно оказываются между враждующими войсками, что приводит их в самую гущу битвы за мост на Яруге, где ганза играет ключевую роль в помощи королеве Мэве против нильфгаардских войск. Неожиданно у Мильвы случается выкидыш. Битва за мост оканчивается победой отряда Мэвы и в благодарность она посвящает ведьмака в рыцари, иронично сделав его ранее вымышленный титул «Геральт из Ривии» официальным.

### Цири
Цири, взяв себе псевдоним «Фалька», связала жизнь с бандой молодых преступников, называющих себя «Крысами». Регулярно совершая убийства, она в конечном итоге становится одержима ими.

### Йеннифэр
С распадом Братства Чародеев после Танеддского бунта Францеска Финдабаир возвращает в привычную форму Йеннифэр, которую Францеска ранее превратила в нефритовую статуэтку во время кровопролития на Танедде и с тех пор держала в изоляции в течение трех месяцев, - и вместе с этим, начинается формирование организации под названием «Ложа чародеек» под предводительством Филиппы Эйльхарт. Францеска и Филиппа считают, что способны сами управлять Северными королевствами, вместо того чтобы быть советницами монархов. Но осуществимо это было, как они считали, с помощью единого монарха всех королевств, который обладал бы как королевской кровью, так и магическими способностями. Идеальной кандидаткой они посчитали Цири. Беря во внимание то, что Йеннифэр и Цири сформировали отношения как у матери и дочери, Ложа решает воспользоваться тем, что знает Йеннифэр, но нильфгаардская волшебница Фрингилья Виго помогает Йеннифэр сбежать, чтобы она могла найти Цири самостоятельно. В отличие от Геральта, Йеннифэр решает выследить мага-ренегата Вильгефорца, который, по ее мнению, похитил Цири и которому она хочет отомстить за предательские действия на острове Танедд.